# 嫡出
嫡出（ちゃくしゅつ）とは、婚姻関係にある男女（夫婦）から生まれることをいう。また、嫡出子とは婚姻関係にある男女間に生まれた子をいい、非嫡出子とは婚姻関係にない男女間に生まれた子をいう。

実子の嫡出子には、出生と同時に嫡出の身分を取得する「生来嫡出子」のほか、準正によって嫡出子となる「準正嫡出子」がある。
なお、法定親子関係である養子は法律上の血縁関係が擬制され縁組の日から嫡出子の身分を取得する（民法第809条。養親子関係については養子を参照）。
近年では「嫡出子」を「婚内子」、「非嫡出子」を「婚外子」と称する場合もある。
日本の法制においては婚姻の有無とは関係なく血族関係は発生するが、後に述べるように非嫡出子において父子関係が発生するためには認知を要する（779条、784条）。

## 嫡出の法理
歴史的には、子が社会的にその存在を公認されるためには、婚姻関係にある男女から生まれることが重要な意味を持つとされた（嫡出の法理）。
1942年以前の日本の民法（明治民法）は、養子でない子を『嫡出子』、『庶子』（婚姻外で生まれ父が認知した子）、『私生子』（婚姻外で生まれ父の認知を受けない子）の三つに分け、私生子より庶子を優遇し、庶子より嫡出子を優遇していた。この年2月12日の改正で私生子と庶子を併せて「嫡出ニ非サル子」という表現に改めた。現行の条文で嫡出子の語は残るが非嫡出子はなく、「嫡出でない子」と表現される。
これらの区別は法律婚を重んじる趣旨とされるが、親も選べず、生まれの流派も選べない子供の立場を擁護する観点からは厭わしいと見て問題点も指摘されている。歴史的に見ると、西洋では、非嫡出子は"nobody's child"（何人の子にもあらざる子）や"illegitimate child"（庶出の子供、規則違反の子供）と呼ばれてたりしてきたが、近年では子供を尊重する立場から"illegitimate"という語は廃れ、"extramarital"（結婚外）という語が使用されている。
日本では、家制度との関係においては比較的優遇されてきたとされる。しかし、日本でも婚外子は「私生児」として軽蔑され差別されてきた。そして、「私生児」という語が廃れた現在でも、全出生児に対する婚姻外出生児の割合は低い。
現代の欧米諸国では、非嫡出子も嫡出子とほとんど同じ法律上の地位が認められるに至っている。しかし日本においては、現行の日本民法の民法第900条第4号の法定相続分の規定などに差別があるとして議論されてきた。民法900条第4号については、2013年9月4日に最高裁判所がこの規定が違憲であるとの判断を下した。そして、この最高裁決定を受けて、平成25年12月11日法律第94号により民法900条4号は改正されている。

## 日本の私法（民法）における嫡出
- 以下、民法については、条名のみ記す。

### 概説
嫡出の子を「嫡出子」、嫡出でない子を「非嫡出子」（法文上は「嫡出でない子」と表現される）という。先述のように、実子の嫡出子には出生と同時に嫡出の身分を取得する「生来嫡出子」と準正によって嫡出子となる「準正嫡出子」があり、また、法定親子関係である養子は法律上の血縁関係が擬制され、縁組の日から嫡出子の身分を取得する（809条。養親子関係については養子を参照）。
本来、「嫡出子」は婚姻関係にある男女から生まれた子（婚姻中に懐胎した子）を意味するが、後に述べる772条の嫡出の推定及び懐胎時期の推定の法解釈との関係から、従来の「嫡出子」の範囲は実質的に修正を受けており、講学上において子は、推定される嫡出子、推定されない嫡出子、推定の及ばない子に区分されている。

#### 嫡出子と非嫡出子の差異
非嫡出子は嫡出子と比較して、法律上において一定の差異がある。
1. 父子関係の成立
嫡出子は母の夫が父であると推定されるが（772条）、非嫡出子の父子関係は父の認知によって成立する（779条）。なお、母子関係については後述の通り、通常、懐胎・分娩という事実から当然に発生する（判例として最判昭37・4・27民集16巻7号1247頁）。
2. 親権
嫡出子の親権は父母が共同で行うが（818条）、非嫡出子の親権は母が単独で行う。ただし父が認知し、父母の協議によって父を親権者と定めることができる（819条4項）。
3. 氏
嫡出子は父母の氏を称するが（790条1項）、非嫡出子は母の氏を称する（同条2項）。父の氏への変更は家庭裁判所の許可により可能で（791条1項）、このとき子は父の戸籍に入る。

なお、2013年12月の民法一部改正（平成25年12月11日法律第94号）までは非嫡出子の法定相続分を嫡出子の2分の1とする規定（旧・900条4号）が設けられていた。しかし、この規定については2013年9月4日に最高裁大法廷によって違憲判断が下された（婚外子相続差別訴訟）。

#### 戸籍での記載
戸籍の父母との続柄欄において嫡出子は「長男」「長女」のように記載されるが、2004年（平成16年）11月1日までは非嫡出子は「男」「女」と記載された（戸籍法施行規則33条1項および附録6号）。東京地裁平成16年3月2日判決（訟務月報51巻3号549頁）は、当時の続柄欄の記載は戸籍制度の目的との関連で必要性の程度を越えており、プライバシー権を害しているとの判断を示した。そこで、同規則が2004年（平成16年）11月1日より改正され、それ以降に非嫡出子出生の届出がされた場合、嫡出子と同様の「長男」「長女」といった記載がなされることとなった。ただし、既に「男」「女」と記載されているものに関しては、当事者の申請によってはじめて更正され、また除籍等については申請しても更正を拒否されるなど、問題が多いと指摘されている（これに対して住民票における世帯主との続柄記載は、1995年3月に行政の責任において一律に「子」と更正されている）。

### 嫡出と親子関係

#### 母子関係
779条によると、非嫡出子と母の間の母子関係にも認知が必要ともとれるが（要認知説）、現在の通説・判例では、通常、自然血縁上の母子関係は懐胎・分娩という事実から明確することができ、認知という特別の法手段を待つ必要はないとされる（当然発生説。判例として最判昭37・4・27民集16巻7号1247頁）。したがって、779条は母の認知に関しては、棄児や迷子など懐胎・分娩の事実が立証不可能の場合に限り機能する規定ということになる。通常、母子関係については分娩によって当然に発生することから、子は母の認知にかかわりなく母子関係の存在について確認の訴えを提起できる（判例として最判昭49・3・29家月26巻8号47頁）。ただし、分娩と母子関係については代理母のような特殊な場合も生じており、立法上の問題となっている。現行法のもとでは、代理母による出産は卵子を提供した者の子ではなく代理母の子として取り扱われることになる（最決平19・3・23民集61巻2号619頁）。

#### 父子関係
母子関係に比して、父子関係の証明は難しい問題とされる。非嫡出子の場合に法律上の父子関係を生じるには、父の認知が必要とされる（779条、784条）。ただし、子供の母が別の男性と結婚しており、後に述べる嫡出推定が働く場合、子供はその夫婦の嫡出子となるので、嫡出否認の訴えが認められるまで認知できない。
父子関係の証明の問題に関連してDNA鑑定による親子鑑定が取り上げられることがあるが、プライバシー保護の観点から諸外国でもこれに慎重な立法例が多いとされ、日本の今後の立法においても遺伝子分析による鑑定のあり方について十分な検討が必要と指摘されている。
2014年7月の最高裁の判例では父子以外の血縁関係がDNA鑑定で証明されても、それを理由として戸籍上の父との親子関係を取り消すことはできないとして、嫡出推定の規定はDNA鑑定に優先するとの判断を示した。

#### 立法上の課題
日本において明治時代初期に制定された民法は、現代の生殖医療技術による子の出産をまったく予定しておらず、もはや従来の法解釈だけでは到底対応できなくなっており、いかなる生殖補助医療まで許されるか、親子関係の決定の基準など解決すべき問題も多いとされ、これらの点について立法措置による明確化が必要と考えられている。
また、血液型やDNA鑑定などの血縁上の親子関係の鑑定技術が向上する中で、法律上の親子関係について、血縁上の親子関係との一致を重視すべきか、養育の事実と本人の意思を基礎とする外観的な親子関係の保護を重視すべきか、今後の立法において特に重大な課題とされる。

### 推定される嫡出子

#### 父性の推定と嫡出性の推定
772条1項は「妻が婚姻中に懐胎した子は、夫の子と推定する」と規定する。この規定は父性の推定（子の父が誰かについての推定）の規定である。一方、774条は「第七百七十二条の場合において、夫は、子が嫡出であることを否認することができる」として嫡出否認の訴えについて定めているが、これは772条により嫡出性が推定されることを前提としているものと考えられている。このようなことから、772条は父性の推定のみならず、嫡出性付与について定めた規定という二つの意味を持つ（本条については父性の推定、嫡出性付与、嫡出否認の訴えの前提としての嫡出推定の三つの要素を有すると構成する見解もある）。
本条の父性推定は、母の夫が子の父であろう蓋然性が極めて高い点に根拠を置くもので、本条による推定を受ける子を推定される嫡出子（嫡出推定を受ける嫡出子）と呼ぶ。
772条の推定は法律上の推定であり、嫡出否認の訴えによってのみ覆すことができる。このように父性の推定を覆すためには嫡出否認の訴えによることとなるが、これとは別にDNA鑑定によって父性の推定を覆すことができるか争いがあるが、2014年7月の最高裁の判例では子どもの身分の法的安定性という観点から、父子以外の血縁関係がDNA鑑定で証明されても、その事実をもって戸籍上の父との親子関係を取り消すことはできないとして、嫡出推定の規定はDNA鑑定に優先するとの判断を示した。
なお、2013年12月の最高裁の判例ではこの父性推定は性同一性障害者の性別の取扱いの特例に関する法律により女性から男性への性別の取扱いの変更の審判を受けた夫について、妻との性的関係の結果もうけた子でなくても及ぶとした（最決平25・12・10）。

#### 懐胎時期の推定と離婚後300日問題
772条2項は「婚姻の成立の日から二百日を経過した後又は婚姻の解消若しくは取消しの日から三百日以内に生まれた子は、婚姻中に懐胎したものと推定する」と規定する。懐胎時期が母の婚姻中であったことを証明しなければ父性推定が働かないとすると、父性推定の実質的意義が損なわれ、子の保護の点からも妥当でないことから、772条2項はこのような不都合を解消しようとする趣旨である。
本項はあくまでも懐胎時期の推定の規定で、父子関係存在の推定とは直接的には関係がなく、懐胎時期について具体的な立証があった場合には、その立証された懐胎時期を基準として父性の推定が生じるか否か判断される。
しかし、かつて実務は、婚姻解消後300日以内に出生した子が出生証明書の妊娠月数からの逆算で、婚姻解消後に懐胎した子とみられる場合についても、嫡出でない子としての出生届は受理されなかったため（昭和24年9月5日民事甲1942号（二）337号民事局長回答）、離婚後300日以内に前夫以外の者を父とする子が生まれた場合には、722条2項により子は前夫の子と推定されることになって、実際の自然血縁関係と異なる結果を生じることとなってしまい、この推定を覆すためには前夫による嫡出否認の訴えが必要となる。この場合、女性が前夫との関わりを避けたい場合に出生届を提出しないことも多く、戸籍のない子などの社会問題（離婚後300日問題）を生じたため、現在の戸籍実務では医師の懐胎時期に関する証明によって772条の推定が及ばず、前夫の子としない出生届を提出することが可能となった（平成19年5月7日法務省民一第1007号民事局長通達）。
ただし、事実上の離婚状態のまま事実上の再婚状態となり、出産に至った場合には、上の戸籍実務での救済はない。
このような場合、出産した新生児と前夫との親子関係を否定するためには審判が必要であるが、出生届の提出前に遺伝上の父に対して認知を求める訴えを提起することは出来ないため、出生届提出後に原則として前夫が嫡出否認の訴えを提起するしかない。
なお、戸籍がなくとも住民票の交付、学校教育を受けることは可能であるが、パスポートの交付は受けられないため海外渡航は不可能である。

#### 嫡出否認の訴え
実親子関係が成立するには自然血縁関係を必要とするが、父子関係の確認の困難さを回避するため、772条は父性を推定する規定を置いている。しかし、父性の推定が事実と異なる場合にこれを覆すため、嫡出否認の訴えを認める（774条）。
家庭の平和の維持と子の地位の早期安定を図るため、嫡出否認の訴えには厳格な制限が設けられており、出訴期間中に嫡出否認の訴えがない場合には親子関係は確定することになるが、不実の父子関係の確定を生じた場合の子の保護などの問題もあり、民法上の厳格な制限については議論がある。
嫡出否認の訴えは父性の推定を覆すための訴えであるから、戸籍の届出・記載にかかわらず、また、別居後300日以内に生まれた子など、推定が及ぶ限り嫡出否認の訴えの対象となる（大判昭13・12・24民集17巻2533頁、最判平10・8・31判時1655号112頁）。
原告適格
否認権者は原則として夫のみである（774条）。母や子、真実の父に否認権はない。夫婦間の問題に第三者が介入すべきでないことを根拠とするが、立法論として妻子にも否認権を認めるべきではないかとの議論がある。ただ、否認権者の拡大は結果として嫡出の否認の制度の否定につながるという点も問題とされる。
否認の制限
夫が子の出生後に子が嫡出であることを承認したときは否認権を失う（776条）。「承認」の方法について民法に定めはなく、任意の方式で足りるとされている。父として子の命名を行うことや、戸籍法上の義務として出生届を提出しただけでは「承認」にあたらない。
被告適格
嫡出の否認は子又は親権を行う母に対する訴えにより、親権を行う母がいないときは特別代理人の選任を要する（775条）。胎児に対する訴えはできない。また、子の死亡後は訴えを提起できないとされる（通説）。
提訴期間
嫡出否認の訴えは、夫が子の出生を知った時から1年以内に提起しなければならない（777条）。身分関係安定のためである（最判昭55・3・27判時970号151頁）。「夫が子の出生を知った時」とは妻が分娩した事実を知った時を指す（大判昭17・9・10法学12巻333頁）。
提訴期間内に嫡出否認のないときは夫婦の子としての身分は確定的なものとなる。
否認の効果
嫡出否認の判決が確定したときは、子の出生の時に遡って、子は夫の子でなく母の非嫡出子であったことが確認される。

### 推定されない嫡出子－嫡出子の範囲の拡張
「嫡出子」は本来的には婚姻中に懐胎した子を指し、婚姻から200日以内に生まれた子については先述の772条2項の法律上の推定が及ばないことになるが、判例・実務は772条2項の推定を受けなくとも婚姻成立後に出生した子について嫡出子として扱い、その範囲を拡張している。すなわち、772条2項は「婚姻の成立の日から二百日を経過した後又は婚姻の解消若しくは取消しの日から三百日以内に生まれた子は、婚姻中に懐胎したものと推定する」と規定している関係上、婚姻から200日以内に生まれた子は嫡出の推定を受けず、かつて判例はこのような子は非嫡出子であるとし（大判明31・2・6新聞2957号6頁）、父母が認知すれば準正によって嫡出子たる身分を取得するとしていた。しかし、このような法解釈は実際の生活感情と合致せず、子が生まれる直前に婚姻届が出された場合に不都合である。また、当時の民法は死後認知を認めていなかったため、父が死亡した場合には嫡出子たる身分を取得できないという問題を生じていた。その後、判例は内縁中に懐胎した子は内縁の夫の子であるとの事実上の推定を認め、内縁が先行する場合には、このような子も出生と同時に当然に父母の嫡出子となるとした（事実上の推定説、大連判昭15・1・23民集19巻54頁）。このような772条による嫡出の推定（法律上の推定）は受けないものの、出生によって嫡出子たる身分を取得する子を推定されない嫡出子（推定を受けない嫡出子）という。
ただ、実務においては戸籍吏には内縁が先行していたかどうか判断する実質的審査権を持たないため　婚姻後に生まれた子はすべて嫡出子として受理することになっており（昭和15年4月8日民事甲432号民事局長通牒）、判例や学説もこれを支持する。なお、このような場合に他の男性が父である場合を考慮し、戸籍実務では母が婚姻成立後200日以内に出生した子について非嫡出子として出生届を出した場合においては、母の非嫡出子として受理することになっている（昭和26年6月27日民事甲1332号回答）。
推定されない嫡出子ついては、民法772条類推適用説もあるが、通説・判例は事実上の推定説をとっており、親子関係を争う場合には嫡出否認の訴えではなく親子関係不存在確認の訴えによるべきとする（最判昭41・2・15民集20巻2号202頁）
民法上には「嫡出子」について直接的に定義した規定がなく、嫡出子とは具体的にどのような子を指すのか必ずしも明確でないが、772条や774条の条文からは父母の婚姻中に懐胎した子を意味していると解され、本来、「嫡出子」の語は父母の婚姻後に懐胎された子を意味していたが、その後、子の保護の観点から先述のような内縁関係の先行による「推定されない嫡出子」にも概念が拡張された結果、現在では懐胎時期にかかわらず父母の婚姻後に出生した子を指す語となっているとされる。

### 推定の及ばない子－嫡出子の範囲の制限
嫡出の推定が強く認められ、嫡出否認の訴えにも厳格な制限が設けられている関係上、嫡出推定を画一的に適用すると真実と異なる結果を招きやすくなることから推定の及ばない子の概念が導入されている。すなわち婚姻中に懐胎した子は772条によって父性の推定を受けるはずだが、妻の懐胎時に夫が在監・失踪・行方不明・長期間の別居などのため明らかに夫の子ではないときには父性推定は及ばない（通説。判例として最判昭44・5・29民集23巻6号1064頁、このほか嫡出の推定が及ばないとした判例として、妊娠したとみられる時期に夫が出征していた場合につき最判平成10年8月31日判時1655号128頁）。
このような状態において懐胎した子のことを、推定の及ばない子（推定の及ばない嫡出子、表見嫡出子）と呼ぶ。なお、実質は非嫡出子であるから「推定の及ばない嫡出子」と呼ぶのは不適当で、「推定の及ばない子」と呼ぶべきとする論もある。
推定の及ばない子（表見嫡出子）の範囲については、外観説（婚姻関係が破綻していたなど、外観上、夫の子でないことが明らかな場合に限る）、血縁説（血液型などから実質的に親子関係が否定される場合を含む）、家庭平和説・家庭破綻説（家庭が平和な状態にあるときは外観にとどめ、破綻状態にあるときは血縁という事実によるべきで家庭の状態により区別すべきとする説）などがある。最高裁の判例は外観説をとる（最判平10・8・31判時1655号128頁、最判平12・3・14家月52巻9号85頁）。
ただし、夫婦間の子である可能性がある場合には、父性の推定が働かなくなると解すべきではないとされる（通説、別居開始後9箇月余後に生まれた子について、婚姻の実態がないことが明らかでない以上嫡出推定が及ぶとした判例として最判平10・8・31判時1655号112頁（前掲判例と同日だがページ数が異なっている点に注意））。

なお、推定されない嫡出子（推定を受けない子）や推定の及ばない子については、772条の推定が働いてないことから嫡出否認の訴えではなく、親子関係不存在確認の訴えによるべきとされる。確認の利益が認められれば誰からでも、777条の期間にかかわらず、いつでも提起できる。

### 二重推定の問題
772条2項の規定によれば、前婚の解消から300日以内でかつ再婚後200日後に生まれた子は、前婚の夫の子と後婚の夫の子の二重の推定を受けることになり、問題を生じる（ただし、733条の再婚禁止期間があるため、実際問題としては少ないとされる）。このような場合に備え、民法は773条で前条（772条）の規定によりその子の父を定めることができないときは、裁判所がこれを定めると規定する。この訴えを父を定める訴えという。なお、773条は母親が重婚状態にあるときに懐胎した子に準用すべきとされる。

### 準正嫡出子
準正とは嫡出でない子に嫡出子としての地位を与えることをいい（民法789条）、婚姻準正（789条1項）と認知準正（789条2項）がある。

#### 婚姻による準正
父が認知した子は、その父母の婚姻によって嫡出子の身分を取得する（民法789条1項）。これを婚姻準正という。

#### 認知による準正
婚姻中、父母が認知した子は、その認知の時から、嫡出子の身分を取得する（民法789条2項）。これを認知準正という。
法文では「父母が」となっているが、先述のように母子関係は分娩の事実により当然に発生するので、母の認知は原則として必要でない（当然発生説。通説・判例。判例として最判昭37・4・27民集16巻7号1247頁）。
法文では認知の効力の始期について「認知の時から」となっているが、民法には非嫡出子の法定相続分は嫡出子の2分の1であるとする規定（900条4号）があり、父の死後の強制認知の場合において認知時に効力が発生すると解すると、相続時（父の死亡時）には嫡出子としてではなく非嫡出子としての法定相続分を取得するにすぎないことになる。そのため子の保護の観点から、認知による準正の場合にも婚姻時に準正の効果を生じるものと解され（通説）、実務でもそのように扱われていた（昭和42年（1967年）3月8日民甲第373号民事局長回答）。なお、先述のようにその後、2013年9月4日に民法第900条4号の規定そのものについて、最高裁大法廷が違憲判断を下すに至り、平成25年12月11日法律第94号により民法900条4号は改正されている。

## 各国における状況

### 法律面の状況
法律上に婚外子の相続分差別規定を設けている国はフィリピンがあり、人権面からの批判がある。

### 非嫡出子（婚外子）の割合
2016年の欧州で誕生した新生児のうち非嫡出子の割合が高かった国は、アイスランド（69.6%）、フランス（59.7%）、ブルガリアおよびスロベニア（58.6%）、ノルウェー（56.2%）、エストニア（56.1%）、スウェーデン（54.9%）、デンマーク（54.0%）、ポルトガル（52.8%）であった。一方、トルコ（2.9%）、ギリシャ（9.4%）、マケドニア（12.0%）、ベラルーシ（13.3%）など割合の低い国も存在する。なお、日本の非嫡出子の割合は 約2%台となっている。日本（2.3%）、韓国（1.9%）と東アジアは低い部類に入る（中野信子 『不倫』 文春新書 2018年 164頁）。
| 国名             | 割合（2016年） |
| ---------------- | -------------- |
| チリ             | 72.7%          |
| アイスランド     | 69.6%          |
| メキシコ         | 67.1%          |
| フランス         | 59.7%          |
| スロベニア       | 58.6%          |
| ブルガリア       | 58.6%          |
| ノルウェー       | 56.2%          |
| エストニア       | 56.1%          |
| スウェーデン     | 54.9%          |
| デンマーク       | 54.0%          |
| ポルトガル       | 52.8%          |
| オランダ         | 50.4%          |
| ベルギー         | 49.0%          |
| チェコ           | 47.7%          |
| イギリス         | 47.7%          |
| ハンガリー       | 46.7%          |
| ニュージーランド | 45.9%          |
| スペイン         | 45.9%          |
| フィンランド     | 44.9%          |
| オーストリア     | 42.2%          |
| アメリカ         | 39.8%          |
| アイルランド     | 36.7%          |
| ドイツ           | 35.5%          |
| オーストラリア   | 34.0%          |
| カナダ           | 33.9%          |
| イタリア         | 31.5%          |
| ポーランド       | 25.0%          |
| スイス           | 24.2%          |
| クロアチア       | 18.9%          |
| ギリシャ         | 9.4%           |
| イスラエル       | 6.8%           |
| トルコ           | 2.9%           |
| 日本             | 2.3%           |
| 韓国             | 1.9%           |